# 行星際磁場
行星際磁場（英語：Interplanetary magnetic field，縮寫：IMF）是指存在于太陽系行星际空間的磁場。

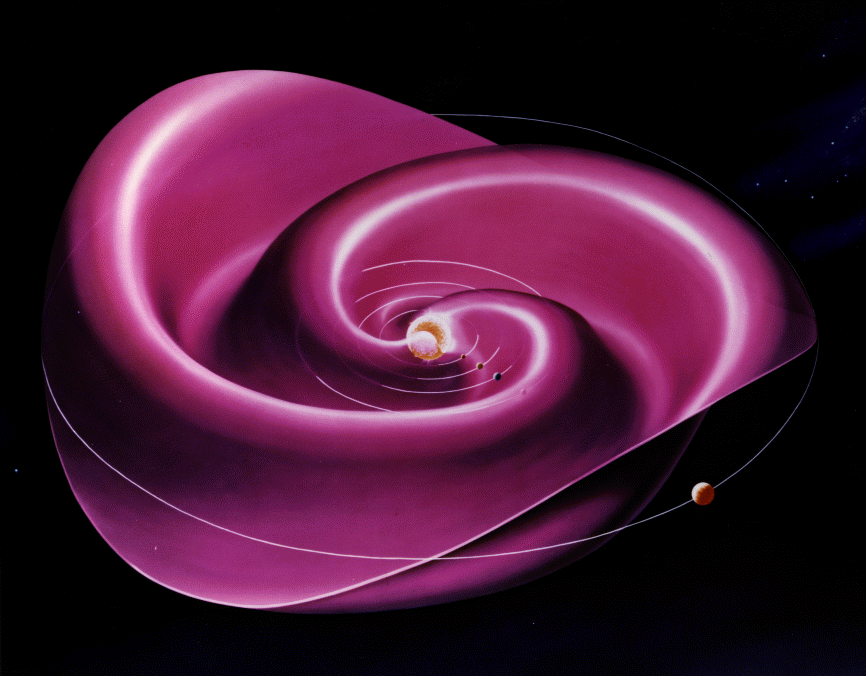
在行星際物質中的電漿受到太陽自轉帶著磁場轉動影響的結果，太陽圈電流片是三度空間中的一個派克螺旋波。

因為太陽風是等离子体，它有著磁流体力学的特徵，而不是單純的氣體。例如，它是良好的導電體，所以來自太陽的磁力線會隨著太陽風一起運動。太陽風的動態壓力主導著磁壓幾乎通過整個太陽系（或太陽圈），所以磁場會因為向外的運動和太陽自轉的結合，由于太阳自转，磁力线呈螺旋状，在黄道面上，被拉扯形成阿基米德螺线的形式（派克螺旋）。
行星際磁场具有扇形结构，在每个扇形内部，磁场方向指向或背离太阳是一致的，而两个相邻扇形内磁场的极向却是相反的。
依據半球和太陽週期的相位，磁場的螺旋會向內或向外：磁場在太陽圈的南部和北部的螺旋有著一致的形狀，但是方向是相異的。這兩個磁域由一分為二的電流片分隔著（電流被限制在一個彎曲的平面內），這個太陽圈電流片有著與芭蕾舞者裙擺相似的形狀，在形狀上的變化會隨著太陽磁場大約11年的反轉週期而改變。
在行星際物質中的等离子体也反應出太陽磁場在地球軌道附近的強度，並且比當初預期的強度大了100倍。如果太空中是真空的，太陽的10−4泰斯拉磁偶極場將以距離的3次方減少為10−11泰斯拉，但是人造衛星觀測到的強度是100倍，大約是10−9特斯拉。磁流體動力學（MHD）理論預測導電體流體（也就是行星際物質）在磁場中的運動，會反過來引起磁場的電流，並且這種表現很像磁流體動力學發電機。